# Исаев, Михаил Александрович (актёр)
Исаев Михаил Александрович  (2 [15] ноября 1914, Ижевский завод, Вятская губерния — 30 июля 1986, Томск) — советский театральный актёр. Народный артист Удмуртской АССР (1955).

## Биография
Родился 2 (15) ноября 1914 года в городе Ижевск в семье рабочих.
В 1934 году окончил студию Архангельского драматического театра, в 1934—1936 годах — актёр этого театра.
В 1936—1946 годах служил в Военно-морском флоте — главный старшина, старший актёр в Драматическом театре Северного флота (Полярный), один из его основателей.
В 1946—1947 годах — актёр в Ижевском русском драматическом театре.
В 1947—1950 годах — актёр в Криворожском драматическом театре.
В 1950—1957 годах — снова актёр в Ижевском русском драматическом театре.
В 1957—1983 годах — актёр в Томском драматическом театре.
Умер 30 июля 1986 года в городе Томск.

## Творческая деятельность
Создал ряд образов из репертуара русской классической драмы. На театральной сцене воплотил ряд ролей:
Театр Северного флота:
- Берсенев («Разлом» Б. Лавренёва);
- Вайнонен («Оптимистическая трагедия» В. Вишневского);
- Сафонов («Русские люди» К. Симонова)[1];
- Сергей Горлов («Фронт» А. Корнейчука).

Ижевский театр:
- Ноздрёв («Мёртвые души» по Н. Гоголю);
- Яровой («Любовь Яровая» К. Тренёва);
- Солёный («Три сестры» А. Чехова);
- Лаврухин («Годы странствий» А. Арбузова);
- Карандышев («Бесприданница» А. Островского);
- Хлебников («Персональное дело» А. Штейна);
- Грозный («Василиса Мелентьева» А. Островского и С. Гедеонова).

Томский театр:
- Бессемёнов («Мещане» М. Горького);
- Борис Годунов («Царь Фёдор Иоаннович» А. К. Толстого);
- Ярослав («Фауст и смерть» А. Левады).

А также:
- Карандышев, Кнуров, Большов («Бесприданница», «Свои люди — сочтёмся» А. Островского);
- Холланд Сэнди («Роковое наследство» Л. Шейнина);
- Кутузов («Денис Давыдов» по В. Соловьёву);
- Васька Пепел («На дне» М. Горького);
- генерал Кондратенко («Порт-Артур» И. Попова и А. Степанова);
- Артём («Как закалялась сталь» Н. Островского).

## Награды
- Орден Красной Звезды (7 марта 1945)[4];
- Медаль «За оборону Советского Заполярья»[5];
- Народный артист Удмуртской АССР (1955);
- Орден Отечественной войны 2-й степени (6 апреля 1985)[6].